# Cixidia maroccana
Cixidia maroccana är en insektsart som beskrevs av Anufriev 1969. Cixidia maroccana ingår i släktet Cixidia och familjen vedstritar.
Artens utbredningsområde är Marocko. Inga underarter finns listade i Catalogue of Life.